# Jan Koudelka (fotbalista)
Jan Koudelka (* 12. března 1992, Boskovice) je český fotbalový záložník hrající za 1. SK Prostějov. Je také bývalým reprezentantem v malém fotbale, kde s reprezentací zvítězil na Mistrovství světa 2017 a na Mistrovství Evropy 2018.

## Klubová kariéra
S fotbalem začínal v domácích Boskovicích, odkud několik let hostoval v Sigmě Olomouc a krátce také v Líšni, kam také přestoupil. Po pouhé jedné sezoně se vrátil do Boskovic, které ho tentokrát vyslaly na hostování do Vysočiny Jihlava a do SK Sulko Zábřeh. Následoval přestup do Blanska, kde odehrál 3 roky před návratem do Boskovic. Krátce působil v rakouském amatérském týmu SC Melk, ze kterého záhy přestoupil do MFK Vyškov. Ani ve Vyškovu se dlouho neohřál, zamířil do třetiligového Prostějova. Za ten debutoval 30. března 2018 na hřišti Hulína v utkání 19. kola ligy. Na jaře zaznamenal celkem 11 gólů (včetně hattricku do sítě Hanácké Slavie Kroměříž), a byl tak významnou postavou Prostějova v postupu do druhé ligy. Vysoká střelecká forma mu ale po postupu nevydržela, na podzim 2018 vstřelil pouhé 2 branky a v druhé půli sezony 2018/19 přidal už pouze jednu. V červenci 2020 zamířil na půlroční hostování do prvoligové Zbrojovky Brno. V nejvyšší soutěži debutoval 22. srpna 2020 proti pražské Spartě. Brno na něj nevyužilo opci a v lednu 2021 se tak vrátil do Prostějova.